# 安積町荒井
安積町荒井（あさかまち あらい）は、福島県郡山市の大字である。郵便番号は963-0111。

## 地理
郡山市南部の行政区である安積町に属する。北西で大槻町、北で久留米、東で安積北井、巳六段、安積荒井、南東で成山町、南で安積町笹川の飛地（字西長久保）、南西で安積町成田とそれぞれ隣接する。また町丁の分離新設などの影響により、飛地が二か所存在し、一つは安積荒井、安積荒井本町、賀庄、川向、南と隣接する旧国道4号西側の地区、もう一つは南、安積町日出山、笹川、安積と隣接するJR郡山貨物ターミナル駅用地である。域内には大槻町（字古寺）の飛地と安積町字柴宮東が存在する。概ね市町村制施行以前の安積郡荒井村の流れを汲む地域である。一級水系阿武隈川水系笹原川右岸下流域の沖積原を範囲としたが、笹原川に沿う東側の平野部が市街化により他の町丁に分割され、現在はおおむね旧村域の西側を主な範囲とし、市道笹川多田野線以北は周辺同様に郡山市街地南西端に隣接する住宅商業地として発展している。市道笹川多田野線以南には水田が広がる。久留米三丁目に所在する郡山警察署久留米交番、および安積二丁目に所在する郡山消防署安積分署がそれぞれ管轄にあたる。

### 主な字
字
- 南千保
- 方八丁
- 撫子
- 八雲
- 加正
- 東屋敷
- 田中屋敷
- 舘東屋敷
- 寺ノ後
- 洞田
- 北屋敷

- 荒井
- 北田
- 下北井前
- 河葉池
- 年柄
- 弁天
- 林ノ越
- 上北井前
- 東北井
- 西堅川
- 安倍

- 西北井
- 北大部
- 南大部
- 茂平
- 上荒井田
- 麦清水
- 神送段
- 大池下
- 北鎗ヶ池
- 鎗ヶ池
- 北巳六段

- 下中野
- 東六兵衛田
- 六兵衛田
- 東古屋敷
- 火口内
- 前田
- 柴宮
- 離畑
- 雷神
- 北井後
- 十九夜

- 雁股
- 大久保
- 萬海
- 南赤坂
- 柴宮山
- 古屋敷山
- 味噌池原
- 大池北
- 東北井山
- 大池

### 河川・湖沼
一級水系阿武隈川水系
- 笹原川

## 歴史
- 1879年1月27日 -福島県内における郡区町村制の施行により、旧二本松藩領荒井村が安積郡の村となる。
- 1889年4月1日 - 町村制の施行により荒井村が周辺2村と合併し安積郡永盛村が発足する。旧村域は永盛村の大字となる。
- 1943年10月1日 - 永盛村の町制施行により、永盛町の大字となる。
- 1954年12月10日 - 豊田村との合併により安積町が発足し、安積町の大字となる。
- 1965年5月1日 - 安積町が郡山市、安積郡全町村および田村郡田村町と合併し新たな郡山市が設立され、郡山市の大字となる。

## 世帯数と人口
2024年1月1日現在の世帯数と人口は以下の通りである。
| 大字       | 世帯数    | 人口    |
| ---------- | --------- | ------- |
| 安積町荒井 | 3,121世帯 | 6,585人 |

## 小・中学校の学区
市立小・中学校に通う場合、学区は以下の通りとなる。
| 番地 | 小学校                 | 中学校                 |
| --- | ---------------------- | ---------------------- |
| 下記を除く全域 | 郡山市立安積第一小学校 | 郡山市立安積中学校     |
| 安倍の一部、雁股の一部、太夫場加 北鎗ケ池、鎗ケ池、北巳六段、 雷神山、大池の一部 | 郡山市立柴宮小学校     | 郡山市立安積中学校     |
| 大池南、平四郎、大池頭、下中野、 東六兵衛田、六兵衛田、東古屋敷、 火口内、中野、味噌池台、古屋敷、 前田、柴宮、笠松、離畑、柿ノ木平、 上中野、大久保、萬海、柴宮山の一部、 古屋敷山、味噌池原、大池北、 大池の一部 | 郡山市立柴宮小学校     | 郡山市立郡山第七中学校 |
| 雷神、柴宮山の一部 | 郡山市立朝日が丘小学校 | 郡山市立郡山第七中学校 |

## 交通

### 鉄道
JR東日本
- 東北本線
  - JR貨物郡山貨物ターミナル駅

### 道路
- 国道4号あさか野バイパス
- 福島県道17号郡山停車場線（旧国道4号。飛地部分）
- 福島県道47号郡山長沼線（郡山南インター線）
- 一級市道27号笹川多田野線
- 一級市道荒井八山田線（内環状線）

## 施設等
- 郡山市立柴宮小学校
- ヤマダ電機 テックランドNew郡山南店
- ダイユーエイト 郡山安積店
- カワチ薬品 安積店
- トライアル 安積バイパス店
- かわちや 柴宮店
- ゆうぷら 郡山店
- スターバックスコーヒー 郡山安積店
- ファミリーマート 郡山柴宮店
- ダイエー 安積店
- 県営柴宮団地
- 県営雷神団地
- 県営槍ヶ池団地
- 宝光寺
- 安部近津神社